# Тихомиров Анатолій Юрійович
Анато́лій Ю́рійович Тихоми́ров (нар. 31 серпня 1948) — український актор, письменник та викладач кафедри режисури. Працював актором Сумського театру ім. М. С. Щепкіна. Нині головний режисер Муніципального театру «Київ».

## Життєпис
Народився в Києві. У 1963 році вступив до Дніпропетровського театрального училища, яке закінчив 1967 року, потім — до Російського інституту театрального мистецтва, що закінчив 1975 року.

### Повісті
- Частный сыщик Антыхин (рос.) — Книга складається з трьох повістей.
  - Воспитать палача
  - Тайна скифской чаши
  - Ангелы света
- Необыкновенное путешествие Почемучки и ее друзей (рос.)[4]

## Фільмографія
- 2019 — «Чорний ворон» — селянин
- 2018 — «Виходьте без дзвінка» — Микола Богданович
- 2017—2019 — «Школа» — Ігор Сергійович (колишній директор школи, батько Алекса)
- 2017 — «Вікно життя-2» — Олексій Ігнатович Вербицький (батько Анастасії, вчитель математики)
- 2015 — «Нюхач-2» — сторож звалища — епізод (2-га серія)
- 2014 — «Білі вовки-2» — Левон Зурабович Басаладзе (генеральний директор заводу)
- 2012 — «СБУ. Спецоперація» — директор транспортної компанії
- 2012 — «Спокута» — Клим Станіславович Казарін (фармацевт)
- 2011 — «Повернення Мухтара-7» — Микита Лімонніков («Люди та собаки» 36-а серія) та антиквар («Жива мішень» 50-а серія)
- 2009 — «Повернення Мухтара-5» — Леонід — епізод (51-а серія)
- 2008 — «Ой, мамоньки…» — епізод
- 2008 — «Зачароване кохання» — епізод
- 2008 — «Адреналін» — епізод
- 2007 — «Гальмівний шлях» — епізод
- 2007 — «Надія як свідчення життя» — епізод
- 2007 — «Жага екстриму» — лікар
- 2007 — «Повернення Мухтара-4» — дядя Ігоря
- 2007 — «Вогні цирку» — епізод (53-а серія)
- 2006 — «Опер Крюк» — наркоторговець
- 2006 — «Повернення Мухтара-3» — начальник АТС
- 2006 — «Випадкові зв'язки» — епізод (14-а серія)
- 2005 — «Моя прекрасна сім'я» — епізод
- 1994 — «Російський транзит» — епізод